# Ніконово (Новосибірська область)
Ніконово (рос. Никоново) — присілок у Маслянинському районі Новосибірської області Російської Федерації.
Входить до складу муніципального утворення Ніконовська сільрада. Населення становить 460 осіб (2010).

## Історія
Згідно із законом від 2 червня 2004 року органом місцевого самоврядування є Ніконовська сільрада.

## Населення
| 2002 | 2007 | 2010 |
| ---- | ---- | ---- |
| 628  | ↘540 | ↘460 |

## Персоналії
- Бірюков Владлен Єгорович (1942—2005) — радянський і російський актор театру і кіно.